# Extertal

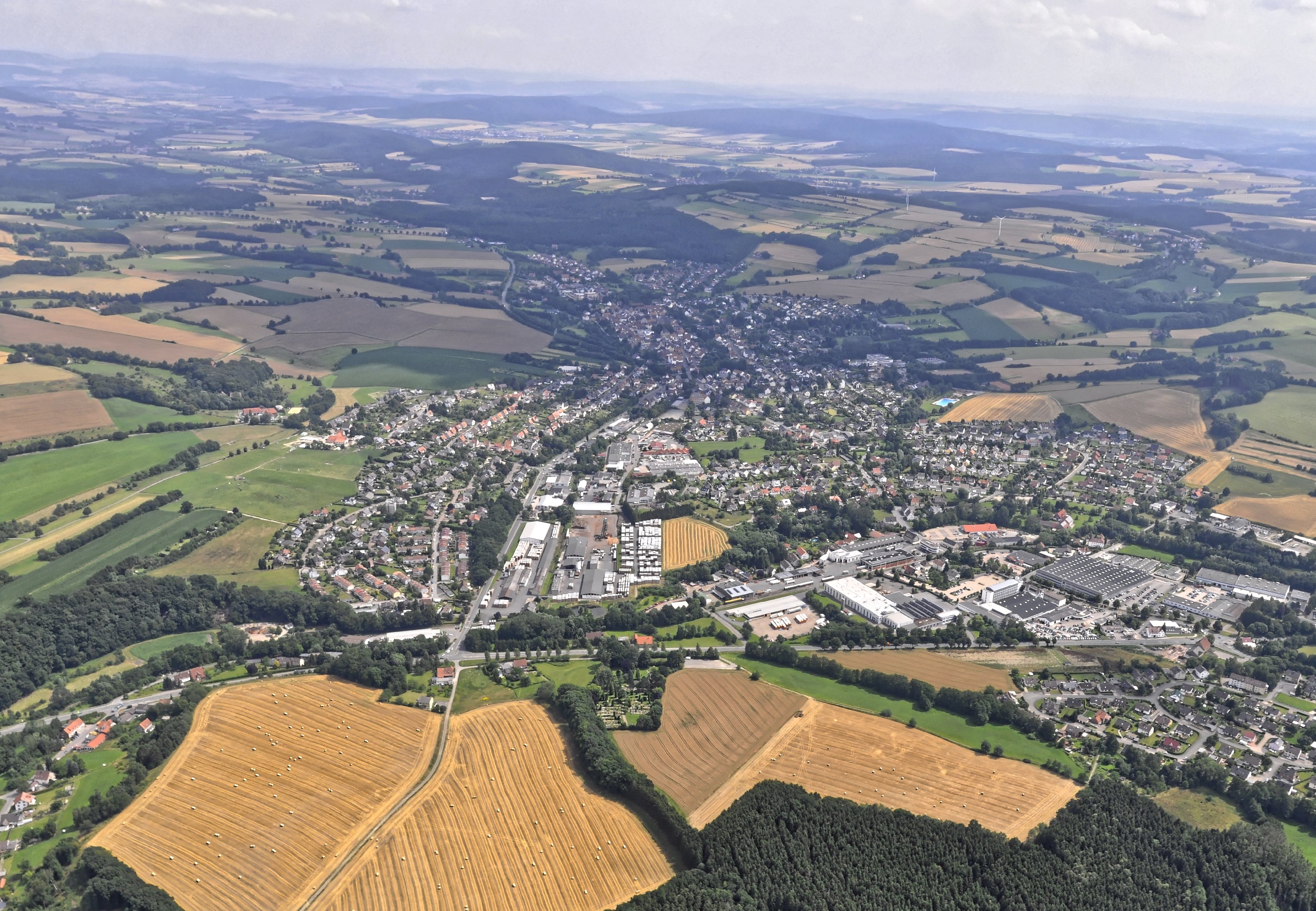
Der Hauptort Bösingfeld aus der Luft

Extertal ist eine Gemeinde mit rund 11.000 Einwohnern im Nordosten des Kreises Lippe im Regierungsbezirk Detmold in Nordrhein-Westfalen. Die Gemeinde wurde im Rahmen der Kommunalreform 1969 aus zwölf selbständigen Gemeinden im Einzugsgebiet des Flusses Exter gebildet, von dem der Name der Gemeinde abgeleitet wurde. Gemeinsam mit der Stadt Barntrup und den Nachbargemeinden Dörentrup und Kalletal bildet die Gemeinde Extertal die Region Nordlippe.

## Geografie

### Geografische Lage

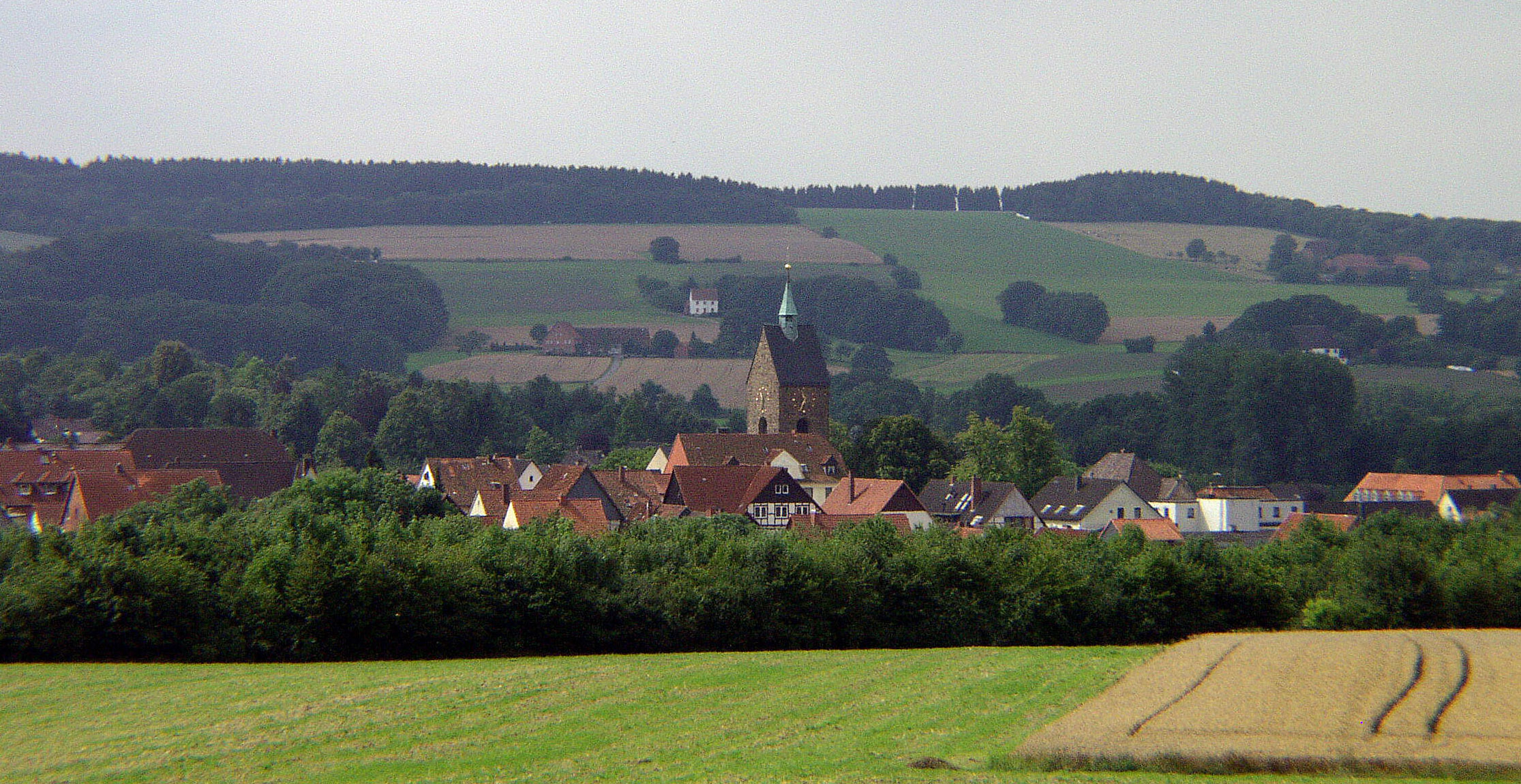
Der Hauptort Bösingfeld im Tal der Exter

Extertal liegt im Nordosten Nordrhein-Westfalens, im Osten Ostwestfalen-Lippes und im Norden des Kreises Lippe. Im Osten und Norden grenzt Extertal an Niedersachsen. Die Weser und das Wesertal liegen etwa zehn Kilometer nordöstlich. Mittig durch das Gemeindegebiet verläuft der namensgebende Wesernebenfluss Exter. Im Extertal entspringt der Hummebach.
Naturräumlich wird das Gemeindegebiet zum Lipper Bergland gezählt. Das Lipper Bergland ist stark gegliedert, im Gemeindegebiet wechseln sich bis zu fast 400 Meter hohe Kuppen und Höhenzüge, Niederungen und mit Tälern eingeschnittene Hügelgebiete ab. Der Hauptort Bösingfeld liegt umgeben von mehreren Höhenzügen im Bösingfelder Becken, einer hier verbreiterten Niederung im Tal der Exter. Nach Norden öffnet sich das Tal der Exter zum Rintelner Becken. Das Gemeindegebiet liegt wie alle lippischen Kommunen im Naturpark Teutoburger Wald / Eggegebirge. Im Osten und Norden grenzt das Gemeindegebiet an den vollständig in Niedersachsen liegenden Naturpark Weserbergland Schaumburg-Hameln.
Die tiefsten Punkte des Gemeindegebiets liegen auf etwa 90 m ü. NN im Norden, wo Exter und Wemke das Gemeindegebiet Richtung Rinteln verlassen. Der höchste Berg ist der Dörenberg mit 387 m im Südwesten der Gemeinde bei 52° 3′ N, 9° 4′ O. Der nur wenige 100 Meter nordwestlich gelegene Schanzenberg mit der Polackenschanze etwas östlich der Burg Sternberg erreicht noch eine Höhe von 379 m, die Hohe Asch immerhin noch 371 m an der Grenze zu Niedersachsen.
Die nächstgelegenen Großstädte sind Bielefeld (40 km westlich), Paderborn (45 km südwestlich), Hannover (54 km nordöstlich) und Hildesheim (57 km östlich).

### Geologie

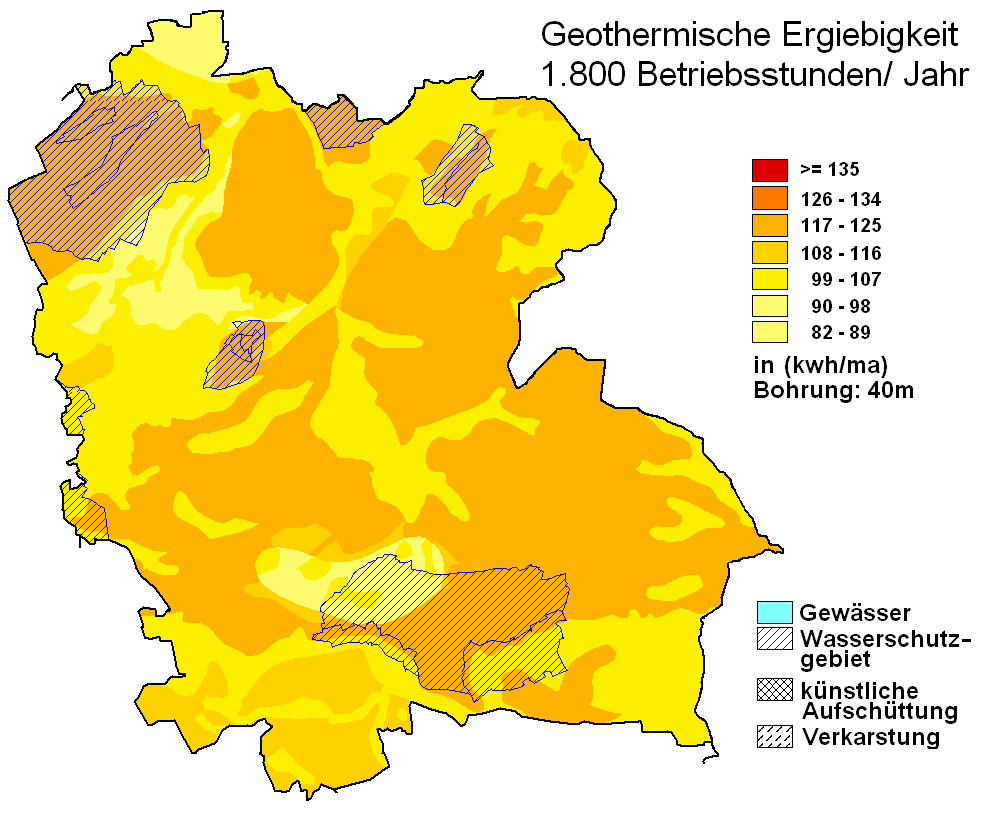
Geothermische Ergiebigkeit des Gemeindegebiets

Das Gemeindegebiet liegt auf der Nordflanke der Pyrmont-Piesberger-Achse. Weitflächig stehen leicht nach Norden einfallende Schichten des Mittleren und Oberen Keupers an. Aus dem Mittleren Keuper (km) sind überwiegend Mergelgesteine überliefert. Dieses Gestein entstand aus vor rund 200 Millionen Jahren während der Oberen Trias abgelagerten Flachwassersedimenten. Bei einer zwischengeschalteten Sandsteinschicht, dem Schilfsandstein, handelt es sich um die Ablagerung eines riesigen Flusssystems. Die Keupermergel wurden in zahlreichen Mergelgruben abgebaut und dienten dem Kalken der mageren Äcker. Aus den Sandsteinen wurden Bruchsteine gewonnen. Der Obere Keuper (ko) ist von Ton- und Sandsteinen geprägt. Die Sandsteine sind überwiegend Quarzsandstein und somit sehr verwitterungsresistent. Diese Schichten bedecken weite Flächen und schützen sie vor Erosion. Die Sedimente des Oberen Keupers entstanden im Zuge einer Meerestransgression. Die Tonsteine des Oberen Keupers werden als Rohstoff für die Ziegelherstellung genutzt. Nur im Schutze von Mulden und Gräben im Zentrum des Extertals sind an einigen Stellen (Bösingfeld-Asmissen und Silixen) Tonsteine des Unteren Jura (Lias) erhalten geblieben. Die letzte Eiszeit hat deutliche Spuren im Extertal hinterlassen. Während der Saalekaltzeit kam es zu einem Vorstoß des Wesergletschers bis nahe an den Südrand des Gemeindegebietes. In den Mulden und Bachtälern in Extertal bedecken stellenweise mehrere Meter mächtige Lockergesteine des Eiszeitalters die oben beschriebenen Festgesteinsuntergrunde. Zu den Lockergesteinen zählen der Löß (durch äolische Prozesse angetragen), die Grundmoräne (Reste eiszeitlicher Gletscher) sowie der Kies und Sand im Tal der Exter. Der Ton wird bei Silixen für eine Ziegelei abgebaut – früher wurde der Ton in weiteren Gruben abgebaut. In den Baggerseen der Gemeinde wurden Kies und Sand abgebaut. Der Sandstein wurde ehemals in kleinen Steinbrüchen gewonnen.
Die in der Gemeinde Extertal vorkommenden Böden lassen sich wie folgt zuordnen: Über den verwitterungsresistenten Keuperschichten entstanden nur flachgründige Braunerden, insbesondere dort, wo der Untergrund den quarzreichen Sandsteinschichten zugeordnet werden muss. Weiter verwitterten die Keuperschichten zu oftmals schluffig-lehmigen bis tonig-lehmigen, flachgründigen Böden, insbesondere dort, wo der Untergrund dem Mergel- und Tonsteinen der Keuperschichten zugeordnet wird. Bei nur schwach geneigten Hängen „litten“ letztgenannte Böden außerdem unter Staunässe, so dass sich Pseudogleye entwickelte. Auf dieser ist oft nur extensive Landwirtschaft möglich – Ackerbau nur durch Entwässerungsmaßnahmen. Die Lößböden und Parabraunerden in den Talungen sind dagegen für den Ackerbau nutzbar und sehr fruchtbar.
Das Gebiet eignet sich gut bis sehr gut zur Nutzung von geothermischen Wärmequellen mittels Erdwärmesonde und Wärmegewinnung durch Wärmepumpenheizungen (vgl. dazu die nebenstehende Karte).

### Ausdehnung und Nutzung des Gemeindegebiets

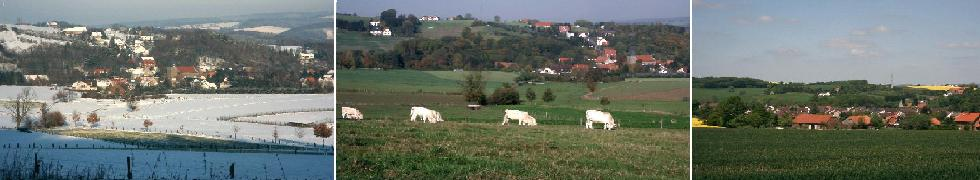
Der Ortsteil Almena

Die als „Große Landgemeinde“ klassifizierte Gemeinde erstreckt sich über eine Fläche von 92,51 km². Das Gemeindegebiet hat eine maximale Ausdehnung in Ost-West-Richtung von rund 12,2 km und in Nord-Süd-Richtung von etwa 12,5 km.
Die Flächennutzungsanteile weichen nicht wesentlich von vergleichbaren Gemeinden in Nordrhein-Westfalen ab und liegen in etwa im Kreis-, Regierungsbezirks- und Landesdurchschnitt. Bewaldet sind im Wesentlichen nur die zahlreichen Höhenlagen. Zwischen diesen bewaldeten Bergen wird das Gebiet vor allem landwirtschaftlich genutzt. Die Flächennutzung zeigt folgende Tabelle:
| Fläche nach Nutzungsart | Landwirt- schafts- fläche | Wald- fläche | Gebäude-, Frei- und Betriebsfläche | Verkehrs- fläche | Wasser- fläche | Sport- und Grünfläche | sonstige Nutzung |
| ----------------------- | ------------------------- | ------------ | ---------------------------------- | ---------------- | -------------- | --------------------- | ---------------- |
| Fläche in km²           | 59,44                     | 22,29        | 5,90                               | 3,47             | 0,63           | 0,60                  | 0,18             |
| Anteil an Gesamtfläche  | 64,25 %                   | 24,09 %      | 6,38 %                             | 3,75 %           | 0,68 %         | 0,65 %                | 0,19 %           |

### Nachbargemeinden
Die Gemeinde grenzt im Uhrzeigersinn an das niedersächsische Rinteln (im Norden und Osten, Landkreis Schaumburg), das niedersächsische Aerzen (Im Südosten, Landkreis Hameln-Pyrmont), sowie die lippischen Kommunen Barntrup (im Süden), Dörentrup (im Südwesten) und Kalletal (im Westen).
Gemeinsam mit der Stadt Barntrup und den Kommunen Dörentrup und Kalletal hat sich die Gemeinde Extertal 2004 zur Region Nordlippe zusammengeschlossen.

### Gemeindegliederung

Ortsteile der Gemeinde Extertal

Extertal gliedert sich in zwölf Ortsteile. Verwaltungssitz ist Bösingfeld.
Einen Überblick über die Ortsteile und ihre Bevölkerungszahlen gibt die folgende Tabelle:
| Ortsteil   | Einwohner1 |
| ---------- | ---------- |
| Almena     | 1310       |
| Asmissen   | 2246       |
| Bösingfeld | 4243       |
| Bremke     | 0322       |
| Göstrup    | 0188       |
| Kükenbruch | 0258       |
| Laßbruch   | 0575       |
| Meierberg  | 0436       |
| Nalhof     | 0357       |
| Rott       | 0337       |
| Schönhagen | 0203       |
| Silixen    | 1422       |

1 Einwohner Stand: 31. Dezember 2016. Quelle: Gemeinde Extertal

### Klima

Niederschlagsdiagramm Extertal-Meierberg

Extertal liegt im gemäßigten vollhumiden Klima Nordwestdeutschlands mit relativ gleichmäßig verteilten Niederschlägen und mäßig warmen Sommer sowie mäßig kalten Wintern. Die relative Höhenlage im Lipper Bergland führt zu Niederschlagsmengen, die etwas höher als im nordrhein-westfälischen Landesdurchschnitt ausfallen, aber mit einem Jahresmittel von 846 mm pro Jahr dennoch deutlich niedriger als westlich und südwestlich in den Höhenlagen des Eggegebirges, wo Jahresniederschläge im Mittel von teils bis zu 1400 mm registriert werden. Folgende Tabelle und umstehende Graphik zeigt die Niederschlagsverteilung im Jahr:
|                   | Jan  | Feb  | Mär  | Apr  | Mai  | Jun  | Jul  | Aug  | Sep  | Okt  | Nov  | Dez  |   |     |
|                   |      |      |      |      |      |      |      |      |      |      |      |      |   |     |
| Niederschlag (mm) | 73,7 | 51,5 | 64,4 | 64,3 | 72,9 | 87,4 | 76,1 | 73,7 | 67,4 | 56,6 | 72,8 | 85,2 | Σ | 846 |

|  |

|  |

|  |

|  |

|  |

|  |

|  |

|  |

|  |

|  |

|  |

|  |

|  |

|  |

|  |

|  |

|  |

|  |

|  |

|  |

|  |

|  |

|  |

|  |

Die Jahresmitteltemperatur im langjährigen Mittel liegt etwa um acht bis neun Grad Celsius. Hier zeigt sich deutlich der Einfluss der Höhenlage auf die Temperatur. Sie ist in den Höhenlagen der Gemeinde bis zu etwa einem Grad Celsius kühler als im westlich gelegenen Bega-/Werretal sowie in der westlich und nördlich gelegenen Wesertalung. Aber auch innerhalb der Gemeinde mit ihrem ausgeprägten Relief werden in der Extertalung um bis zu 0,5 °C wärmere Jahresmitteltemperaturen als in den Höhenlagen der Gemeinde registriert. Im nordrhein-westfälischen Vergleich weist Extertal insgesamt einen wenig kühleren Temperaturgang auf.

## Geschichte

### Von der Steinzeit bis zum Mittelalter

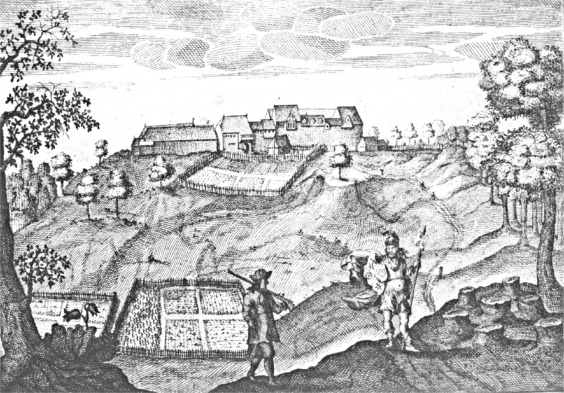
Burg Sternberg um 1663/66

Nach dem Ende der letzten Eiszeit um 6000 v. Chr. entstand im gesamten Mitteleuropa ein zusammenhängender Urwald, in dem Menschen im Mesolithikum in kleinen Stammesgruppen als Jäger und Sammler lebten. Die bei Rott, Almena und Bremke entdeckten Funde aus der Steinzeit deuten darauf hin, dass es auch im Extertal in vorgeschichtlicher Zeit Menschen gab. Es handelte sich hier offenbar um eine lockere Besiedlung, da die Fundstellen im Vergleich zu anderen lippischen Gegenden weiter auseinander liegen.
Eine größere Anzahl von Menschen konnte erst dann im Extertal existieren, als im Neolithikum mit Ackerbau und Viehzucht weitere Nahrungsquellen erschlossen wurden. Allerdings konnten die Menschen mit den primitiven Holzgeräten jener Zeit die harten Böden der Rhätkuppen nicht bearbeiten und waren auf die Flächen des Schwemmlandes der Bach- und Flussläufe angewiesen. Die Urwälder der Berge blieben bis auf etwa 10 Rodungsinseln unberührt. Die genaue Ortslage dieser Urhöfe lässt sich heute allerdings nicht mehr rekonstruieren. Aus der Lage von Hügelgräbern oberhalb der damals besiedelten Gebiete ergeben sich jedoch Hinweise auf die Standorte. Im Gebiet des Extertals sind etwa 25 Gräber bekannt. Um 500 n. Chr. eroberten die Sachsen das Extertal, deren Sprache die Wurzeln des bis zur Mitte des 20. Jahrhunderts hier allgemein gesprochenen Plattdeutsch bildet.
Im frühen Mittelalter wurde die Uffoburg errichtet, eine Höhenburg auf dem Hagenberg bei Bremke, die zur Sicherung des Verkehrsweges durch das Extertal diente. Zu sehen sind heute nur noch einige Überreste der Wallanlagen und rechteckige Vertiefungen, die auf ehemalige Gebäude hinweisen. Bei wissenschaftlichen Grabungen wurden Keramikscherben gefunden, die auf eine Besiedlung von ungefähr 850 bis 920 schließen lassen.
Zu dieser Zeit arbeiteten die Bauern mit primitiven landwirtschaftlichen Methoden, die eine ertragreiche Bewirtschaftung des Bodens nicht zuließen. Erst mit der Einführung des eisernen Räderpflugs, der Dreifelderwirtschaft und der Wassermühle im Hochmittelalter änderte sich diese Situation. Die Rhätkuppen der Berge wurden gerodet, so dass nur noch einige Waldreste übrig blieben. Aus dieser Zeit stammt die bis heute sichtbare Kulturlandschaft, es entstanden die meisten Althöfe und Weiler mit wenigen Hofstellen, während mit Silixen, Almena und Laßbruch echte Dörfer gegründet wurden.
Um 1150 wurde die Burg Alt-Sternberg auf dem Mühlingsberg im Gebiet der heutigen Gemeinde Dörentrup errichtet. Sie war Sitz einer namentlich nicht bekannten Adelsfamilie und wurde zu Beginn des 13. Jahrhunderts aufgegeben. Ihre Nachfolger waren die Grafen von Sternberg, Angehörige einer Seitenlinie der Grafen von Schwalenberg. Sie residierten hier seit Mitte des 13. Jahrhunderts und herrschten über ein Gebiet, das in etwa der Größe der heutigen Gemeinden Barntrup und Extertal ohne Silixen entsprach. Um 1240 errichteten sie die Burg Sternberg westlich von Linderhofe.
Um ihr Territorium zu schützen, errichteten die Grafen von Sternberg feste Siedlungen mit kleinen Nebenburgen an, die durch ein Dreistraßenmuster gekennzeichnet waren. In den Ortskernen von Barntrup, Alverdissen und Bösingfeld ist noch heute das alte Straßensystem zu erkennen. In Bösingfeld sind diese drei Straßen die Nord-, Süd- und Mittelstraße. Diese Siedlungen wurden nicht durch eine Mauer geschützt, sondern erhielten ein Dornendickicht, den sogenannten Hagen, als Schutz gegen Feinde. Alverdissen besitzt die einzige erhaltene Burganlage mit einem erst zu Beginn der Neuzeit errichteten Schloss.
Bösingfeld wurde kurz vor dem Jahr 1252 als Stadt von den Grafen von Sternberg gegründet. Zwischen 1437 und 1442 verlor Bösingfeld jedoch die Stadtrechte wieder und wurde zu einem Flecken herabgestuft. So blieb Bösingfeld auch nach dem Herrschaftswechsel von den Sternberger Grafen zu den Edelherren zur Lippe ein relativ unbedeutender Marktflecken, der sich aufgrund der ungünstigen Lage im Nordosten der Grafschaft kaum entwickeln konnte. Ursache weiterer Hemmnisse in wirtschaftlicher und kultureller Hinsicht waren territoriale Streitigkeiten, Verpfändungen an Schaumburg-Lippe und deren spätere Rückführung an die lippischen Landesherren. Ein weiterer Anhaltspunkt hierfür ist die im Jahr 1442 vom Mindener Bischof Albert gestattete Überführung der Glocke aus der Kirche von Bösingfeld nach Hillentrup im heutigen Dörentrup.

### Von der Reformation bis zur Weimarer Republik

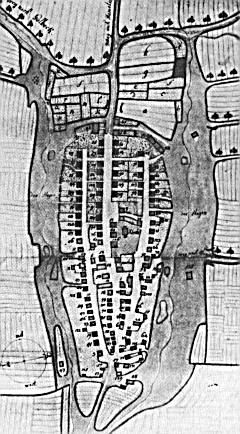
Bösingfeld um 1756; deutlich zu erkennen ist das Dreistraßensystem des Dorfes

Ab 1522 wurde in Lemgo nach der lutherischen Ordnung gepredigt und ab 1533 hielt die Reformation in der gesamten Grafschaft Lippe Einzug. Im Jahr 1605 trat der Landesherr Simon VI. offiziell zum evangelisch-reformierten Bekenntnis über, so dass in Lippe nach dem Prinzip cuius regio, eius religio der Wechsel vom lutherischen zum reformierten Bekenntnis durchgeführt wurde. Nur die Alte Hansestadt Lemgo blieb lutherisch.
Die Landesherren des 15. Jahrhunderts entwickelten ihre Territorien zu zentral verwalteten Staaten und die Burg Sternberg wurde Sitz eines landesherrlichen Amtmannes. Das Amt verwaltete das Gebiet der heutigen Gemeinde Extertal ohne Silixen und Almena sowie die Gemeinde Dörentrup. Die Staatsgewalt wurde in den einzelnen Dörfern durch ansässige Bauernrichter ausgeübt. Alle Gesetzesverstöße mussten dem Amt gemeldet werden.
Extertal war in seinen Ortsteilen Bösingfeld, Göstrup, Meierberg und Schönhagen von 1587 bis 1662 von Hexenverfolgungen betroffen. Fünf Frauen und ein acht bis neun Jahre altes Mädchen gerieten in Hexenprozesse. Mindestens zwei Frauen wurden hingerichtet, der Ausgang der anderen Prozesse ist unbekannt.
Seine chronische Geldnot nötigte den lippischen Landesherrn, Graf Simon Henrich Adolph von Lippe, Burg Sternberg 1733 an das Haus Hannover zu verpfänden, das von 1714 bis 1837 in Personalunion das Kurfürstentum Braunschweig-Lüneburg bzw. Königreich Hannover und das Königreich Großbritannien regierte. Gegen eine Zahlung von 410.000 Silbertalern, die in einem Ochsenkarren geliefert wurden, sicherte sich der englische König Georg II. alle Rechte am Amt Sternberg. Erst Graf Simon August, der von 1734 bis 1782 regierte, beendete 1781 durch Rückkauf die englisch-hannöversche Herrschaft über Sternberg.
Aus den Akten des Amtes Sternberg geht hervor, dass eine bemerkenswerte Kontinuität in der Bevölkerung bestand, denn im Jahr 1940 waren nahezu sämtliche einheimischen Personen Nachfahren der Bevölkerung des Extertals aus dem Beginn des 17. Jahrhunderts. Zwischen 1600 und 1800 kam es zu einem kontinuierlichen Anstieg der Bevölkerungszahl. Ursache war die Verbesserung der Lebensbedingungen durch die aufkommende Leinenindustrie, bei der viele Bewohner im Flachsanbau, Spinnen und Weben tätig waren. So wuchs die Bevölkerung von 2347 Personen im Jahr 1590 auf 4238 Menschen im Jahr 1807, die auf 537 Kolonaten wohnten. Schon um 1700 überflügelte die Anzahl der in Heimindustrie und Handwerk beschäftigten Extertaler die in der Landwirtschaft tätigen Bewohner, in Silixen betrug das Verhältnis sogar 4:1. Das hatte zur Folge, dass die Bewohner des Extertals vom Niedergang der Hausweberei um 1850 besonders betroffen waren. Viele sahen ihre einzige Chance in der Auswanderung nach Amerika. In der zweiten Hälfte des 19. Jahrhunderts suchten mehr als 1000 Extertaler eine neue Heimat in den USA.
Eine weitere Verdienstmöglichkeit bot die Arbeit als Wanderziegler, genannt Lippische Ziegler. In den Großstädten entwickelte sich eine rege Bautätigkeit, die zu einem wachsenden Bedarf an Ziegeln führte. Von etwa 1840 bis 1940 zogen viele Extertaler Ziegler in der warmen Jahreszeit als Wanderarbeiter in die großen Städte und konnten so ihre Familien ernähren. Manche von ihnen waren sogar in der Lage, im Extertal ein Eigenheim zu erbauen. Von 1840 bis 1933 wurden 66 neue Kolonate errichtet, wobei die herkömmliche Fachwerkbauweise durch den Massivbau abgelöst wurde. In den Dörfern dominierten bald Ziegelhäuser in der typischen Bauweise aus der ersten Hälfte des 20. Jahrhunderts, so zum Beispiel das 1896 errichtete Alte Pfarrhaus in Bösingfeld.
Im Verlauf der Weltwirtschaftskrise nach dem Ersten Weltkrieg verlor auch das Gewerbe der Wanderziegler an Bedeutung, das zu hoher Arbeitslosigkeit auch aufgrund der schlechten Verkehrsanbindung im Extertal führte. Der Bau der Extertalbahn im Jahr 1927 sorgte hier für eine Verbesserung der Situation. Die Normalspurbahn von Barntrup nach Rinteln mit den weißroten Triebwagen verband die Dörfer im Extertal mit den Bahnstrecken Löhne–Hameln und Bielefeld–Lemgo–Hameln.

### Nationalsozialismus und Zweiter Weltkrieg
Seit der Weltwirtschaftskrise 1929 erfreuten sich die Nationalsozialisten ständig steigender Wahlergebnisse. Nach den erfolgreichen Maßnahmen der Regierung Brüning zur Bekämpfung der Krise erlitt die NSDAP bei der Reichstagswahl im November 1932 allerdings einen Rückgang ihres Stimmenanteils von 41,13 % auf 34,72 %. Deshalb versuchten die Nationalsozialisten, die Landtagswahl in Lippe am 15. Januar 1933 unter allen Umständen zu gewinnen. Die gesamte Führung der NSDAP wurde in den Wahlkampf einbezogen und in der Endphase des Wahlkampfs sprach allein Hitler 16 Mal innerhalb von zehn Tagen in Lippe. Mit 39,5 % wurde die NSDAP im lippischen Landtag stärkste Partei, hatte aber keineswegs die vorher erhoffte absolute Mehrheit erreichen können.
Die nationalsozialistische Machtergreifung wirkte sich im Extertal ähnlich wie im übrigen Deutschland aus. Im Rahmen der sogenannten Gleichschaltung wurden die anderen Parteien verboten und die meisten Führungspositionen in Politik, Verwaltung und im gesamten öffentlichen Leben von der NSDAP besetzt. Wer sich nicht in die „Volksgemeinschaft“ einfügte, wurde verfolgt und eingesperrt. Auch im Extertal haben sich Bürger den Forderungen des nationalsozialistischen Staates widersetzt. Es fanden wiederholt Hausdurchsuchungen statt, und man verdächtigte Mitbürger, dass sie den illegalen Organisationen SPD und KPD angehörten. Auch die wenigen Juden im Extertal fielen dem nationalsozialistischen Verfolgungswahn zum Opfer; wem von ihnen nicht die Flucht ins Ausland gelungen war, wurde deportiert und in Konzentrationslagern umgebracht. Die Familie Alberg-Rosenthal verkaufte schon 1927 ihr Haus in Almena, zog nach Argentinien und entging so der physischen Vernichtung.
Im Zweiten Weltkrieg blieb das Extertal weitgehend von Luftangriffen verschont. Allerdings wurden mit Phosphor gefüllte Brandplättchen abgeworfen um das Getreide auf den Feldern in Brand zu setzen. Diese mussten von den Schülern eingesammelt werden, wie auch die abgeworfenen Flugblätter, die zum Widerstand gegen den Nationalsozialismus aufriefen. Ab 1943 zogen in stetig steigender Zahl amerikanische und britische Verbände über das Extertal hinweg. Die wenigen Bomben, die dabei zu Boden fielen, waren insgesamt Notabwürfe. Auch einige alliierte Flugzeuge stürzten über dem Gebiet ab, zum Beispiel am Siekbach in Almena. 1944 bekamen auch die Bewohner des Extertals die Folgen des Luftkrieges zu spüren. Häufig gab es Luftalarm, wenn die alliierten Verbände die benachbarten Großstädte Bielefeld, Paderborn, Hannover, Kassel in Schutt und Asche legten. Die Keller wurden zu Luftschutzbunkern umfunktioniert und in den Schulen fanden Luftschutzübungen statt.
Die 2. US-Panzerdivision erreichte am 1. April 1945 den Teutoburger Wald bei Detmold und rückte in den folgenden Tagen nach Nordosten vor. Der deutsche Generalstab hatte für das Gebiet des Kalle- und Extertals keine besonderen Verteidigungsmaßnahmen vorgesehen. Am 4. April erreichten die amerikanischen Panzerspitzen die Stadt Barntrup, die kampflos eingenommen wurde. Auch die Orte des Extertals wurden am 4. April nachmittags kampflos besetzt. Einige Bürgermeister und andere bekannte Nationalsozialisten hatten zuvor das Gebiet fluchtartig in Richtung Osten verlassen und die Bevölkerung hatte Bettlaken als weiße Fahnen gehisst.

### Nachkriegszeit und Gegenwart
Nach der bedingungslosen Kapitulation am 8. Mai 1945 gehörte Lippe zur britischen Besatzungszone. Den neuernannten deutschen Behördenleitern wurden britischen Verantwortliche zugeordnet. Der Oberbefehlshaber der britischen Streitkräfte in Deutschland wurde als Commander in Chief auch oberste politische Instanz der britischen Zone. Er residierte auf Gut Rickbruch in unmittelbaren Nachbarschaft von Almena. Ziel der britischen Besatzungsmacht war die Demokratisierung Deutschlands und die Rückkehr zu freien politischen Verhältnissen.
Positiv für die wirtschaftliche Entwicklung der Region ab 1956 war insbesondere der Ostwestfalenplan der Landesregierung in Nordrhein-Westfalen sowie der Bau der Extertalstraße in den Jahren 1968 und 1969, mit der eine leistungsfähige Verbindung zur Bundesstraße B 1 bei Barntrup und zur Autobahn A 2 bei Rinteln geschaffen wurde.
Die US-Armee richtete die Linderhofe Communication Station, eine ACE-High Station für eine Überhorizont-Richtfunkverbindung nach West-Berlin ein.
Von zunehmender Bedeutung wurde nach dem Zweiten Weltkrieg auch der Fremdenverkehr. Ansätze gab es bereits zu Beginn des 20. Jahrhunderts, doch die Weltkriege und die Weltwirtschaftskrise im Jahr 1929 unterbrachen diese Entwicklung.
Die wirtschaftliche und politische Struktur der Ortsteile in der Gemeinde Extertal hat sich in den letzten Jahrzehnten erheblich verändert, wie am Beispiel Bösingfeld am deutlichsten zu erkennen ist. Aus dem vormaligen bäuerlich-handwerklich geprägten Marktflecken hat sich ein Verwaltungszentrum für das gesamte Extertal entwickelt. Darüber hinaus verfügt Bösingfeld heute über eine Real- und Hauptschule sowie über beachtliche Industrieansiedlungen im Industriegebiet Bösingfeld/Asmissen.
Seit 2007 ist die Gemeinde mit den Kommunen Dörentrup und Kalletal Förderregion Nordlippe im EU LEADER Programm.

### Religionen
Die Bevölkerung der Gemeinde Extertal ist wie die Mehrzahl der Bevölkerung im ehemaligen Fürstentum Lippe überwiegend protestantisch. Bereits um 1533 hielt die Reformation im Fürstentum Einzug. Durch Übertritt von Simon VI.
zum reformierten Bekenntnis im Jahr 1603 nahmen die meisten Lipper endgültig die evangelisch-reformierte Konfession an, lösten sich von den katholischen Bistümern Paderborn und Minden und waren ab diesem Zeitpunkt Teil der heutigen Lippischen Landeskirche. Daher sind die meisten Bewohner der Gemeinde Extertal auch heute noch Mitglied einer der drei evangelisch reformierten Kirchengemeinden Bösingfeld, Almena und Silixen. Sie liegen alle im Gebiet der Gemeinde. Die drei Gemeinden sind neben weiteren Gemeinden außerhalb Extertals in der Klasse Bösingfeld zusammengefasst, die wiederum zur Lippischen Landeskirche gehören.
Auch das an das Gemeindegebiet grenzende niedersächsische Dorf Goldbeck gehört zum Gebiet der reformierten Kirchengemeinde Bösingfeld im Extertal.
Erst nach dem Zweiten Weltkrieg bildete sich durch Migration von Flüchtlingen die erste katholische Gemeinde. 1952 wurde der Grundstein für die heutige Heilig-Geist Kirche gelegt. Die freikirchliche Gemeinde siedelte sich bereits 1933 in Bösingfeld an. Neben den Gemeinden der lippischen Landeskirche existieren in Extertal folgende Gemeinden: Die katholische Kirchengemeinde Heilig-Geist, die freie evangelische Gemeinde, die Jehovas Zeugen und die neuapostolische Kirche (alle in Bösingfeld).
Die katholische Gemeinde ist Teil des Pastoralverbundes Lemgo-Nordlippe des Dekanats Bielefeld-Lippe im Erzbistum Paderborn.
Ein Indiz für die Verteilung der Religionen kann die Zugehörigkeit der Extertaler Schüler zu Religionsgemeinschaften sein. Demnach waren im Schuljahr 2006/07 rund 71 % der Schüler evangelisch, 9 % katholisch und 3 % islamisch. 5 % gehörten zu einer sonstigen Religionsgemeinschaft, 12 % rechneten sich keiner Religionsgemeinschaft zu.
An die ehemaligen jüdischen Gemeinden des Extertals erinnern die unter Denkmalschutz stehenden jüdischen Friedhöfe in Bösingfeld und Silixen.

### Eingemeindungen
Extertal wurde am 1. Januar 1969 aufgrund des Lemgo-Gesetzes im Rahmen der Gebietsreform aus den ehemals selbständigen zwölf Gemeinden und Flecken Almena, Asmissen, Bösingfeld, Bremke, Göstrup, Kükenbruch, Laßbruch, Meierberg, Nalhof, Rott, Schönhagen und Silixen gegründet, die heute Ortschaften der Gemeinde sind. Dabei wurden einige Flurstücke der Gemeinden Asmissen und Schönhagen nicht in die neue Gemeinde integriert, sondern an Dörentrup beziehungsweise Barntrup abgegeben. Aus den Gemeinden Heidelbeck und Lüdenhausen, die beide nach Kalletal eingemeindet wurden, sowie Schwelentrup, das nach Dörentrup eingemeindet wurde, wurden einige Flurstücke in Extertal integriert. Als Ortsname der neuen Großgemeinde wurde nicht der Name des größten Ortes Bösingfeld gewählt, sondern Bezug auf die geographische Lage an dem Fluss Exter genommen.
Am 1. Oktober 1971 kamen Gebietsteile der niedersächsischen Gemeinden Krankenhagen mit damals etwa 100 Einwohnern und Wennenkamp mit nur etwa fünf Einwohnern hinzu.

### Einwohnerentwicklung
Die folgende Übersicht zeigt die Einwohnerzahlen der Gemeinde Extertal nach dem jeweiligen Gebietsstand bzw. für 1939, 1950 und 1961 die Einwohnerzahlen des heutigen Gemeindegebietes nach dem Gebietsstand von 1987. Bei den Zahlen handelt es sich bis 1970 und für 1987 um Volkszählungsergebnisse und ab 1975 um amtliche Fortschreibungen des Landesamtes für Datenverarbeitung und Statistik. Die Zahlen von 1975 bis 1985 sind geschätzte Werte, die Zahlen ab 1990 Fortschreibungen auf Basis der Ergebnisse der Volkszählung von 1987, ab 2012 Fortschreibungen auf Basis des Zensus 2011. Die Angaben beziehen sich auf die Wohnbevölkerung und ab 1985 auf die Bevölkerung am Ort der Hauptwohnung.

Einwohnerentwicklung von Extertal von 1939 bis 2017

| Jahr | Einwohner |
| ---- | --------- |
| 1939 | 07.961    |
| 1950 | 12.028    |
| 1961 | 10.767    |
| 1969 | 12.672    |
| 1970 | 12.711    |
| 1974 | 13.057    |
| 1975 | 12.850    |

| Jahr | Einwohner |
| ---- | --------- |
| 1980 | 12.554    |
| 1985 | 12.201    |
| 1987 | 12.098    |
| 1990 | 12.606    |
| 1995 | 13.407    |
| 2000 | 13.331    |
| 2005 | 12.790    |

| Jahr | Einwohner |
| ---- | --------- |
| 2007 | 12.552    |
| 2011 | 11.980    |
| 2012 | 11.653    |
| 2017 | 11.217    |
| 2022 | 11.004    |

## Politik

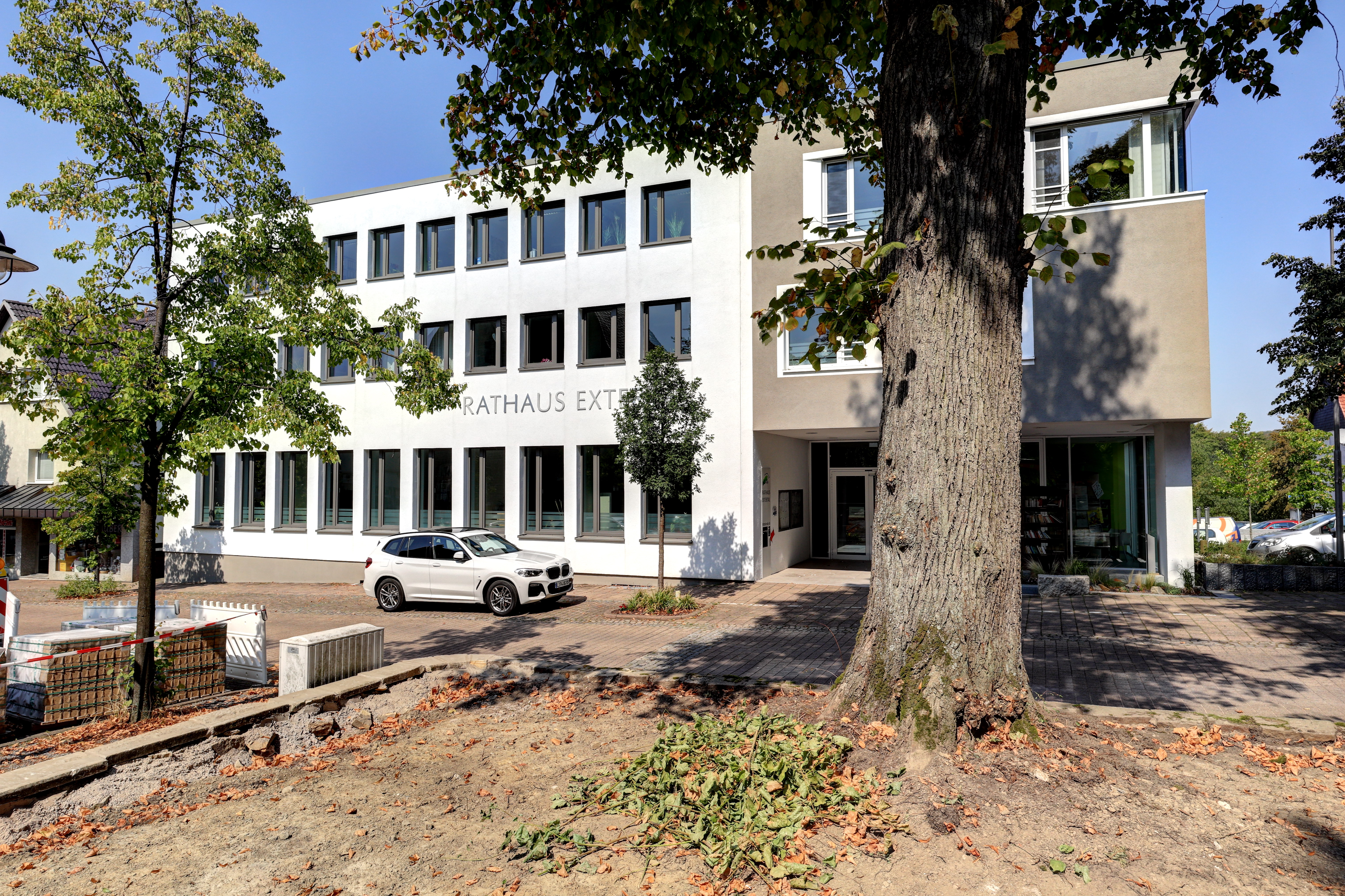
Rathaus Extertal in Bösingfeld

Die Gemeindeverwaltung hat ihren Sitz im Ortsteil Bösingfeld.

### Gemeinderat
- SPD: 4
- Grüne: 2
- UWE: 4
- Zukunft Extertal: 9
- FDP: 5
- CDU: 5

Der Gemeinderat in Extertal setzt sich aus 28 Ratsfrauen und -herren und dem Bürgermeister Frank Meier (Zukunft Extertal) zusammen. Derzeit sind als Ergebnis der Kommunalwahl am 13. September 2020 die SPD, die CDU, die UWE (Unabhängige Wählergemeinschaft Extertal), die FDP, seit 2004 wieder Bündnis 90/Die Grünen und erstmals die Wählergruppe Zukunft Extertal vertreten.
Die folgende Tabelle zeigt die Kommunalwahlergebnisse seit 1975:
| [ 29 ] [ 30 ] [ 31 ] [ 32 ] | 2020  | 2020  | 2014  | 2014  | 2009  | 2009  | 2004  | 2004  | 1999  | 1999  | 1994  | 1994  | 1989  | 1989  | 1984  | 1984  | 1979  | 1979  | 1975  | 1975  |
| Partei                      | Sitze | %     | Sitze | %     | Sitze | %     | Sitze | %     | Sitze | %     | Sitze | %     | Sitze | %     | Sitze | %     | Sitze | %     | Sitze | %     |
| --------------------------- | ----- | ----- | ----- | ----- | ----- | ----- | ----- | ----- | ----- | ----- | ----- | ----- | ----- | ----- | ----- | ----- | ----- | ----- | ----- | ----- |
| CDU                         | 05    | 17,88 | 09    | 29,62 | 12    | 36,99 | 11    | 35,89 | 14    | 43,32 | 15    | 43,37 | 12    | 36,07 | 12    | 35,50 | 13    | 38,36 | 13    | 38,27 |
| SPD                         | 04    | 14,85 | 09    | 32,27 | 12    | 35,67 | 13    | 39,56 | 13    | 41,56 | 15    | 43,47 | 18    | 51,52 | 17    | 51,14 | 18    | 54,47 | 16    | 48,68 |
| UWE1                        | 04    | 13,84 | 07    | 22,69 | 06    | 19,96 | 08    | 24,55 | 03    | 10,66 | 0     | 01,31 | –     | –     | –     | –     | –     | –     | –     | –     |
| FDP                         | 04    | 14,96 | 05    | 15,42 | 02    | 07,38 | –     | –     | 0–    | –     | 0     | 03,66 | 01    | 05,40 | 02    | 05,90 | 02    | 07,17 | 04    | 13,05 |
| Grüne                       | 02    | 07,11 | –     | –     | –     | –     | –     | –     | 02    | 04,46 | 03    | 08,18 | 02    | 07,01 | 02    | 07,46 | –     | –     | –     | –     |
| Zukunft Extertal            | 09    | 31,37 | –     | –     | –     | –     | –     | –     | –     | –     | –     | –     | –     | –     | –     | –     | –     | –     | –     | –     |
| Gesamt2                     | 28    | 100   | 30    | 100   | 32    | 100   | 32    | 100   | 32    | 100   | 33    | 100   | 33    | 100   | 33    | 100   | 33    | 100   | 33    | 100   |
| Wahlbeteiligung             | 59,5  | 59,5  | 50,71 | 50,71 | 55,18 | 55,18 | 56,23 | 56,23 | 61,20 | 61,20 | 81,95 | 81,95 | 71,62 | 71,62 | 73,12 | 73,12 | 79,68 | 79,68 | 85,88 | 85,88 |

1Unabhängige Wählergemeinschaft Extertal, bis 2004 UWG (Unabhängige Wählergemeinschaft)

2ohne Berücksichtigung von Rundungsdifferenzen

### Bürgermeister
Amtierender Bürgermeister war bis zu seinem plötzlichen Tod Ende Februar 2025 Frank Meier (Zukunft Extertal). Er wurde am 27. September 2020 mit 56,2 Prozent der Stimmen zum Bürgermeister Extertals gewählt. Er setzte sich dabei in der Stichwahl gegen Christian Sauter von der FDP durch.
Zuvor hatte die Betriebswirtin Monika Rehmert (SPD) das Amt fünf Jahre lang geführt, die dem parteilosen Hans Hoppenberg nach 16 Jahren Amtsführung nachgefolgt war. Dieser war 2015 nicht erneut zur Wahl angetreten.
In den Wahlperioden von 1979 bis 1994 war Karl Hermann Haack (SPD) Bürgermeister der Gemeinde Extertal.
Auf Haak folgte Heinrich Senke von der CDU. Er war der letzte ehrenamtliche Bürgermeister der Gemeinde Extertal.

### Weitere Wahlergebnisse
Die Ergebnisse der letzten Landtags-, Bundestags- und Europawahl in Extertal werden in der nachfolgenden Tabelle dargestellt. Für die Landtagswahlen gehört Extertal zum Wahlkreis 98 – Lippe II und für die Bundestagswahl zum Wahlkreis 136 – Lippe I. Die Gemeinde ist in 22 reguläre Wahlbezirke eingeteilt. Auf Bundesebene gehört Extertal zum Bundestagswahlkreis Lippe I, in dem bei der Bundestagswahl 2021 Jürgen Berghahn (SPD) als Direktkandidat gewählt wurde.
| Parteien und Wählergemeinschaften | Parteien und Wählergemeinschaften                    | Europawahl 2004 | Landtagswahl 2010 | Bundestagswahl 2005 ¹ |
| --------------------------------- | ---------------------------------------------------- | --------------- | ----------------- | --------------------- |
| CDU                               | Christlich Demokratische Union                       | 43,09 %         | 35,87 %           | 32,35 %               |
| SPD                               | Sozialdemokratische Partei Deutschlands              | 34,35 %         | 44,19 %           | 44,24 %               |
| Grüne                             | Bündnis 90/Die Grünen                                | 07,28 %         | 07,04 %           | 05,40 %               |
| FDP                               | Freie Demokratische Partei                           | 05,60 %         | 04,02 %           | 09,17 %               |
| Linke                             | PDS bzw. Linkspartei.PDS                             | 01,27 %         | 06,15 %           | 05,35 %               |
| NPD                               | Nationaldemokratische Partei Deutschlands            | –               | –                 | 01,40 %               |
| REP                               | Die Republikaner                                     | 01,60 %         | –                 | –                     |
| WASG                              | Arbeit & soziale Gerechtigkeit – Die Wahlalternative | –               | –                 | –                     |
| Sonst.                            | Sonstige Parteien                                    | 06,82 %         | 02,56 %           | 02,09 %               |
| Gesamt                            | Gesamt                                               | 100 %           | 100 %             | 100 %                 |
| Wahlbeteiligung                   | Wahlbeteiligung                                      | 37,32 %         | 56,36 %           | 77,40 %               |

¹ Zweitstimmen

### Wappen, Banner und Flagge
Mit Urkunde des Regierungspräsidenten in Detmold vom 8. Oktober 1970 ist der Gemeinde Extertal das Recht verliehen worden, ein Wappen, eine Flagge, ein Banner und ein Dienstsiegel zu führen.
| Banner, Wappen und Hissflagge |  |
|                               |  |
|                               |  |

Blasonierung:
Von Silber (Weiß) und Grün schrägrechts geteilt, oben mit einem roten achtstrahligen Stern, unten mit einem goldenen (gelben) Wellenschrägbalken belegt. 
Der Stern ist die Wappenfigur der Grafen von Sternberg, deren Burg Sternberg in Extertal liegt. Der Stern für die Sternberg ist in vielen Gemeindewappen der Region verbreitet. Er findet sich beispielsweise auch im Wappen von Barntrup und Bad Salzuflen sowie des Altkreis Lemgos. Der Schwalenberger Stern, der sich zum Beispiel im Wappen von Lübbecke, Preußisch Oldendorf und Schieder-Schwalenberg sowie des Altkreis Detmold findet, ist über den Stammhalter der Grafen von Sternberg (vgl. Heinrich I. von Schwalenberg) mit dem Sternberger Stern verwandt. Mithin wird er heraldisch als dieselbe Figur angesehen. Der Wellenbalken soll die für die neue Großgemeinde namensgebende Exter symbolisieren.

### Städtepartnerschaften
Tangerhütte aus dem Landkreis Stendal in der Region Altmark ist die Partnerstadt der Gemeinde.

## Kultur und Sehenswürdigkeiten

### Museen
Die „Musikburg Sternberg“ beherbergt seit 2004 neben der Akademie für Alte Musik das „Klingende Museum“. Hier werden etwa 400 historische Musikinstrumente aus der Sammlung des Instrumentenbauers Peter Harlan ausgestellt, der von 1944 bis 1966 die Burg bewohnte. Sie befinden sich seit 1999 im Besitz des Landesverbandes Lippe.

### Museumseisenbahn

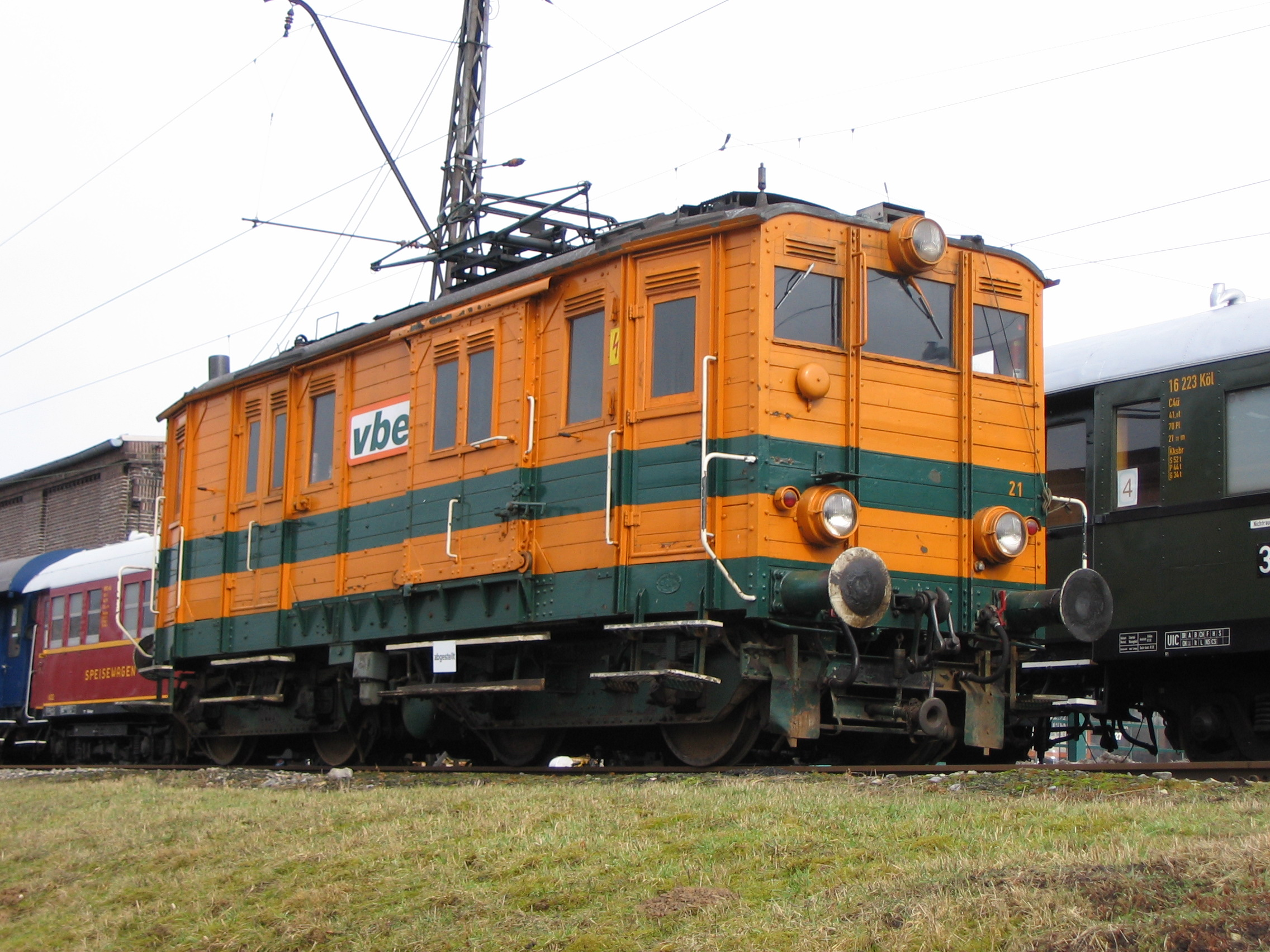
Historische E-Lok der Museumseisenbahn

Die für den regulären Eisenbahnverkehr stillgelegte Bahnstrecke Extertalbahn steht seit 2008 im Bereich Extertal unter Denkmalschutz. Auf der Strecke findet regelmäßig zwischen Bösingfeld und Barntrup ein Museumseisenbahnverkehr statt. Die Museumseisenbahn wird durch die Landeseisenbahn Lippe e. V. betrieben und bietet, als eine von wenigen Museumseisenbahnen in Deutschland, einen Betrieb mit drei Traktionsarten (Dampf-, Diesel- und Elektro-Traktion) an. Der Streckenabschnitt Rinteln–Alverdissen kann als touristische Attraktion auch mit Draisinen befahren werden.

### Musik
Die Stadt Extertal unterhält eine Musikschule. Daneben unterhält der Landesverband Lippe die Burg Sternberg, wo das „Klingende Museum“ und eine Instrumentenbauwerkstatt den Besuchern offenstehen. Hier widmet sich die „Akademie für Alte Musik“ der Musik, dem Tanz und dem Instrumentenbau des Mittelalters, der Renaissance und des Barock. Daneben dient die „Musikburg Sternberg“ als Veranstaltungsort musikalischer Veranstaltungen. Der größte Chor der Gemeinde ist der über 110 aktive meist jugendliche Mitglieder zählende Chor „Extertaler Musikanten e. V.“. Im Jahre 2001 erhielt er anlässlich eines besonders langen Konzertes zusammen mit anderen Chören eine Eintragung in das Guinness-Buch der Rekorde.

### Bauwerke

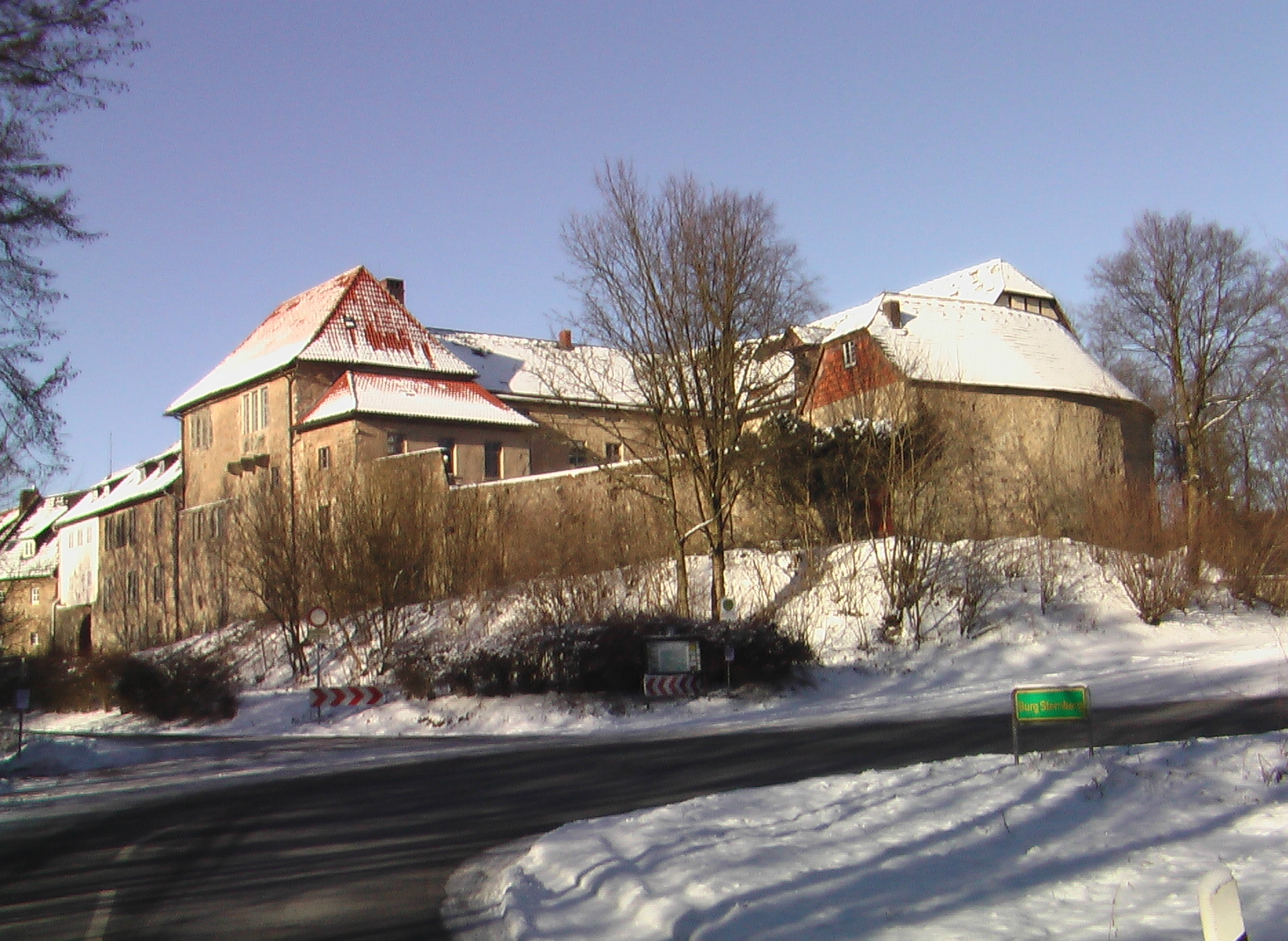
Die Burg Sternberg

Bösingfeld wurde kurz vor dem Jahr 1252 nach dem städtebaulichen Dreistraßensystem von dem Grafen zu Sternberg als Planstadt gegründet. Der Ort wurde nicht von einer Stadtmauer umgeben, sondern von einer Dornenhecke. Vorbild dafür war die Anlage von Lemgo. Die dörflichen Strukturen in der aus mehreren Ortschaften gebildeten Gemeinde haben sich bis heute erhalten, in jedem der Dörfer ist eine Kirche und ein (altes) Schulgebäude zu finden.
In Bösingfeld findet sich eine evangelisch-reformierte Pfarrkirche. Die erste Kirche an diesem Standort entstand vermutlich bereits zur Stadterhebung um 1252. Der jetzige Bau stammt wohl größtenteils aus dem 15. Jahrhundert. 1632 durch einen Brand stark zerstört, wurde das Schiff 1708 erneuert und zwischen 1853 und 1857 durch Ferdinand Ludwig August Merckel erweitert. Ein neuer Turm ersetzte im Jahr 1934 den mittelalterlichen, baufälligen Vorgängerbau. Bedeutendstes Ausstattungsstück ist die barocke Kanzel mit den Figuren der vier Evangelisten.
In Almena stammt der ursprüngliche Bau der Pfarrkirche vermutlich aus dem 13. Jahrhundert. Er wurde 1865 bis 1866 durch eine neugotische Stufenhalle nach Plänen von Ferdinand Ludwig August Merckel ersetzt; der Kirchturm, die Orgel, das Gestühl und der Kronleuchter blieben erhalten.
Im Gemeindegebiet gibt es noch folgende Burgen und Schlösser, Adelssitze oder Herrenhäuser.
Die Burg Sternberg ist eine Höhenburg im Südwesten der Gemeinde und wurde um 1240 durch den ersten Grafen zu Sternberg erbaut und damit Stammsitz der Grafschaft Sternberg. Die Burg wurde im 15. und 16. Jahrhundert ausgebaut, mehrmals verpfändet und gelangte schließlich zusammen mit der Grafschaft Sternberg in den Besitz des Hauses Lippe. Seit dem Ende des Zweiten Weltkriegs diente die weitestgehend erhaltene Burg als Jugendhaus und Musikschule und wird deshalb heute zuweilen auch „Musikburg Sternberg“ genannt. Die Burg ist nicht mit der Burgruine „Alt-Sternberg“ zu verwechseln, die östlich von Burg Sternberg in der Nachbargemeinde Dörentrup liegt.
Die Neutrotzdenburg oder Alte Trotzenburg (Name nicht genau bekannt): Diese Burg in Bösingfeld ist vollständig verschwunden. Ihre Lage wird am Pulverberg oder am Nordhagen vermutet. Ihre Anfänge liegen im Dunkel. Erstmals erwähnt wurde sie 1346. Die Erbauer und Erstbesitzer waren vermutlich die Grafen von Sternberg, später Herren von Bösingfeld. Die Burg wurde 1442 aufgegeben.
Das Gut Schönhagen ist ein 1845 bis 1855 durch Zusammenlegung von neun Höfen von Amerikaauswanderern durch Rittmeister Benno von Kaufmann geschaffenes Gut. 1890 gelangte das Gut in den Besitz des Herstellers des Düngemittels Thomasmehl Gerhard Hoyermann. Das im Laufe der Zeit 400 Hektar Fläche umfassende Gut diente hauptsächlich als Versuchsgut für neu entwickelte Düngemittel. Nach dem Tod Hoyermanns 1911 wechselte das Gut mehrmals den Besitzer und gelangte 1956 an die Deutsche Bauernsiedlung. Das mittlerweile leerstehende Herrenhaus wurde bis in die 1990er Jahre als Altenheim genutzt. Dieses Herrenhaus wurde erst 1937 an Stelle eines älteren Herrenhauses in Fachwerkbauweise im deutsch-nationalen Stil errichtet. Es handelt sich um einen zweigeschossigen Putzbau über Rustikalsockel.
Von der Uffoburg sind nur Wall- und Grabenreste erhalten. Sie befinden sich auf dem Hagenberg bei Bremke. Sie bestand aus Haupt- und Vorburg. Bewohner war vermutlich eine Adelsfamilie in der Zeit von der Mitte des 9. Jahrhunderts bis etwa 920; der Name der Familie ist unbekannt. Der Name „Uffo“ entstammt erst dem 15. Jahrhundert und ist vermutlich nicht der historische Name der Burg oder der Bewohner.

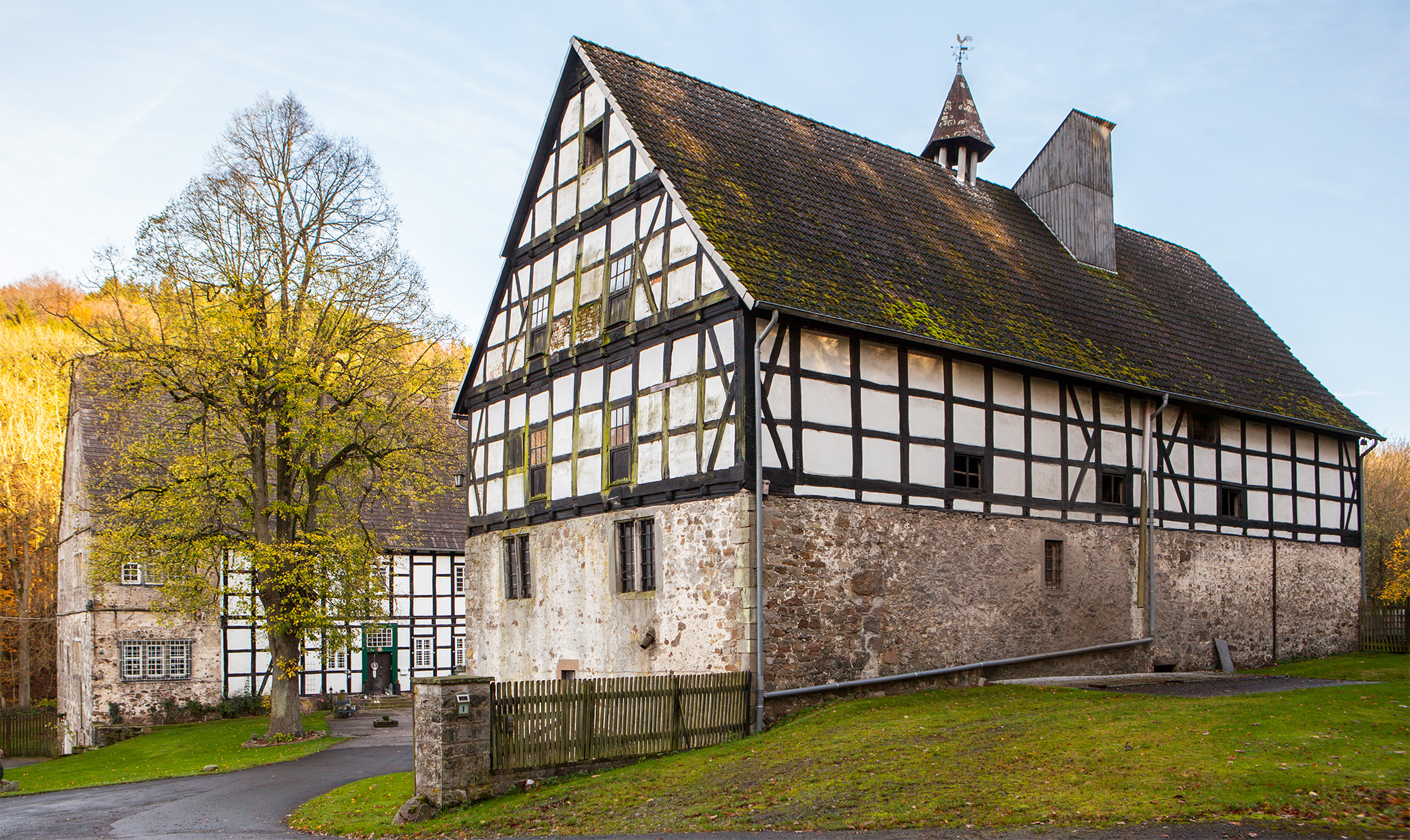
Gut Ullenhausen

Das Gut Ullenhausen ist ein ehemaliges Rittergut und neben der Burg Sternberg das älteste und bedeutendste Bauwerk Extertals. Um 1240 als zunächst recht bedeutendes Benediktinerinnenkloster gegründet, wurde der Konvent immer kleiner und bestand 1407 nur noch aus fünf Mitgliedern. Um 1420 verfielen die Gebäude des Klosters. Daraufhin wurde das Anwesen den Augustiner-Eremiten in Herford übertragen. Um 1500 gab es in Ullenhausen keine Kirche mehr. Erst 1557 wurde das ehemalige Kloster Ullenhausen zum Rittergut als Simon V. der Familie Werpup aus Alverdissen das Gut bis 1700 als Lehen übertrug. 1704 bis 1798 war das Gut im Besitz der Familie des königlich großbritischen Hauptmann von Alten. 1798 verkaufte diese das Gut an die Familie Cordemann. 1937 erwarb Heinrich Braband das Gut, dessen Familie das rund 800 Jahre alte Gut und ehemalige Kloster bis heute bewirtschaftet.
Das Gut Rickbruch im Ortsteil Almena weist ein zweigeschossiges, verputztes Herrenhaus in Form des reduzierten Reformstils mit neubarocker von 1929 auf. 1945 wurde das Gut von der britischen Besatzungsarmee beschlagnahmt und diente als Wohnhaus für den Oberbefehlshaber der Britischen Besatzungszone mit Hauptquartier in Bad Oeynhausen. Unter anderem residierte hier der britische Feldmarschall Sir Bernard Law Montgomery.
Das Gut Rohbraken bei Almena war einst im Besitz des Stiftes Hameln, das es an seine Erbschultheißen, die Herren von Zerssen mit sonstigen Besitzungen in Eisbergen und in Rinteln, als Lehensgut ausgab. Nach dem Aussterben der Familie von Zerssen kam Rohbraken im 19. Jahrhundert an die Familien Adickes und Hugenberg. Einer der Besitzer war der auf Gut Rohbracken auch begrabene Alfred Hugenberg, der ab 1916 einen großen, nationalistisch gesinnten Medienkonzern aufbaute und Minister im ersten Kabinett Hitler war.
Die Wassermühle am Laßbach, sogenannte „Kükenbrucher Mühle“ ist eine Wassermühle von 1880 mit oberschlächtigem Wasserrad im Erhaltungszustand von 1960.
In der Gemeinde gibt es weitere bekannte oder besondere Bauwerke wie den Aussichtsturm auf dem Hohen Asch und den Sendeturm auf dem Dörenberg bei Linderhofe, heute als UKW-Sender zur Ausstrahlung von Radio Lippe genutzt. Auf dem Buntenberg, zwischen Laßbruch und Göstrup, befinden sich Reste von Stein- und Erdwällen, deren Ursprung aber bisher nicht genauer archäologisch untersucht wurde. Sie sind als Bodendenkmal geschützt.

### Parks
Zu den im Gebiet vorhandenen Gutanlagen gehörten zumeist Gartenanlagen die teilweise heute noch erhalten sind.
Um das Gut Schönhagen wurde ein kleiner Landschaftspark angelegt, der nicht mehr vollständig erhalten ist. Geblieben ist ein beeindruckender Baumbestand.
Bei dem Gut Rickbruch ist bereits im 19. Jahrhundert ein Landschaftspark entlang eines Nebenbaches der Exter am Gut nachgewiesen. Am Ostende des Parks befinden sich ein Steinbruch und ein Erbbegräbnis. Am Herrenhaus ist ein See aufgestaut. Der Park ist größtenteils von einer in weiten Teilen erhaltenen Bruchsteinmauer eingefasst. Der Park wurde durch die Extertalstraße zerschnitten, ansonsten aber sehr gut erhalten.

### Naturdenkmäler und Naturschutzgebiete

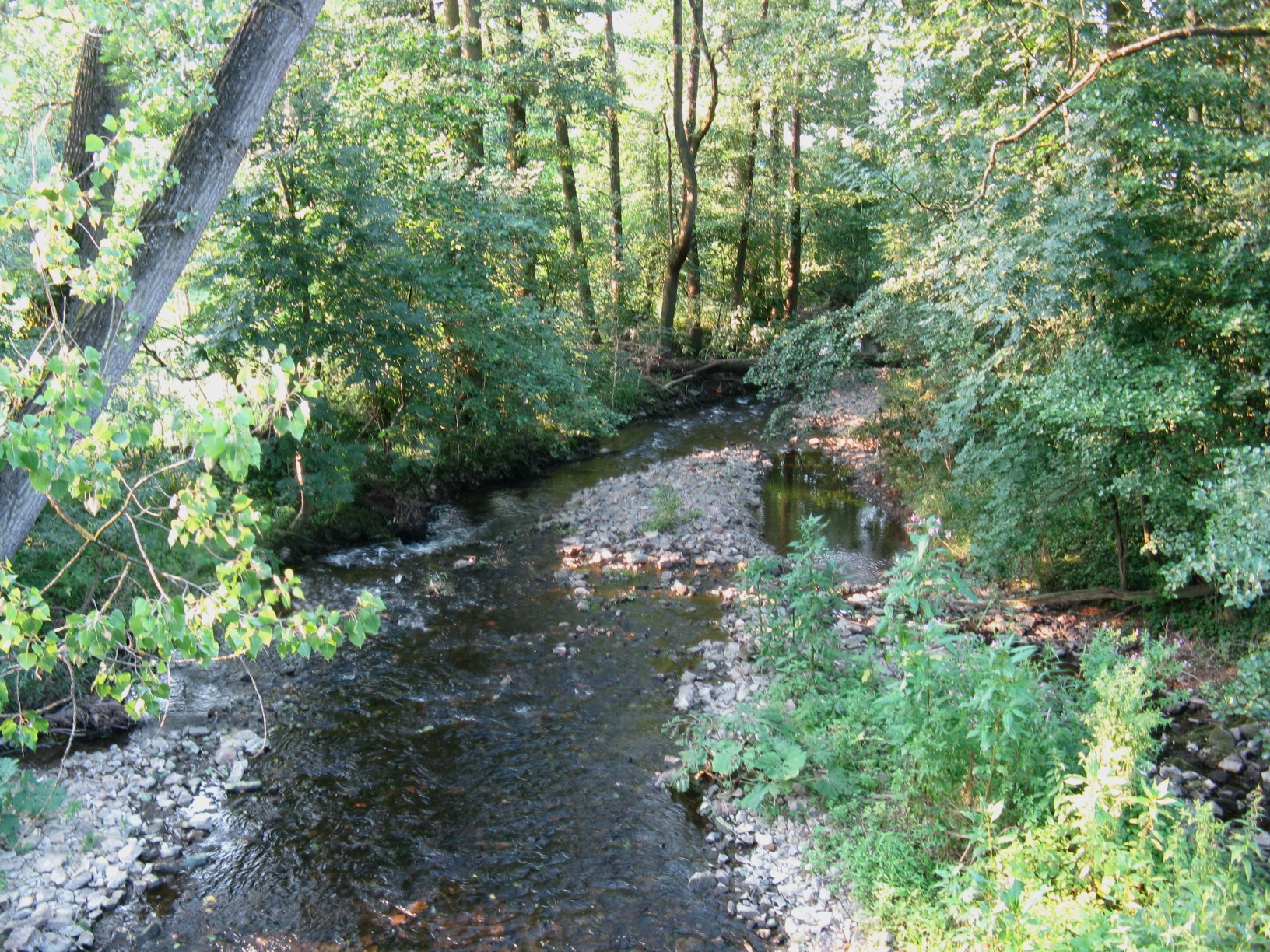
Die namensgebende Exter bei Almena

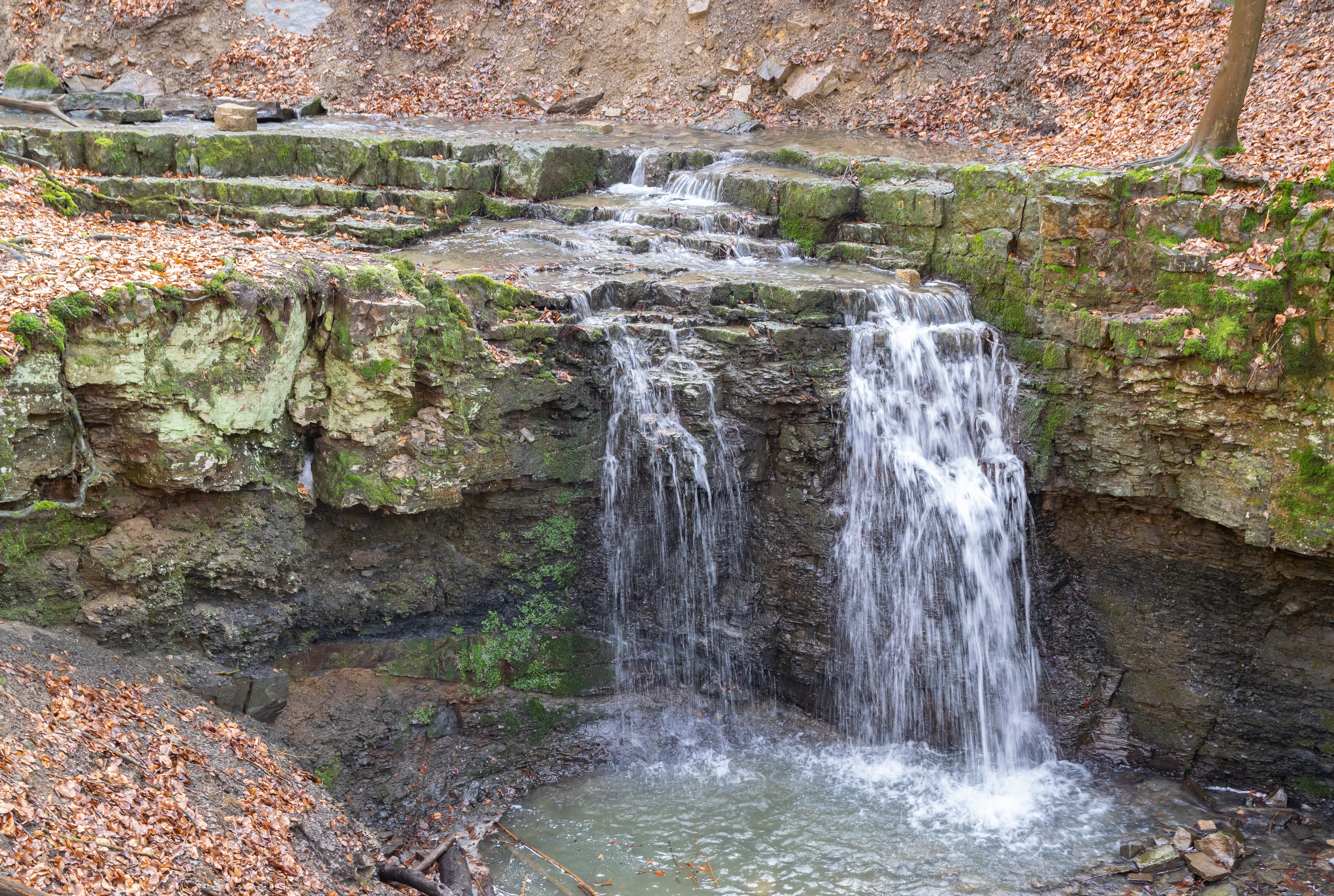
Kleiner Wasserfall am Patensteig

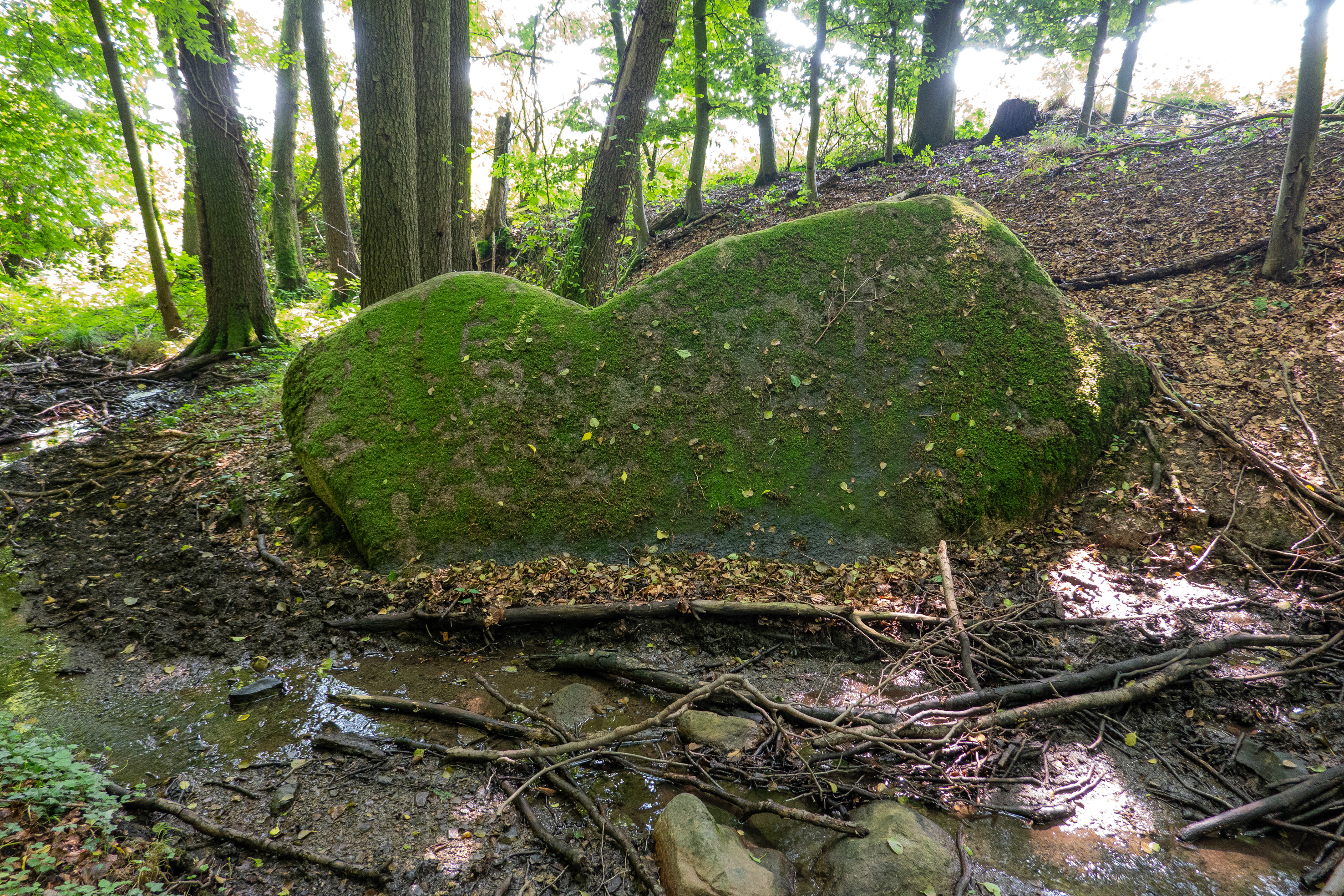
Der Evastein bei Almena

Das gesamte Gemeindegebiet gehört seit 2008 zum Naturpark Teutoburger Wald / Eggegebirge. Extertal grenzt darüber hinaus im Norden und Osten unmittelbar an den Naturpark Weserbergland Schaumburg-Hameln. Folgende Naturschutzgebiete sind in Extertal ausgewiesen:
| Schlüsselnr. | Ort      | Gebietsname                 | Fläche in ha | Flächenzahl |
| ------------ | -------- | --------------------------- | ------------ | ----------- |
| LIP-050      | Extertal | Hummerbachtal               | 067,8778     | 1           |
| LIP-073      | Extertal | Tal der Exter               | 175,1484     | 3           |
| LIP-074      | Extertal | Rinnenberg                  | 053,1440     | 1           |
| LIP-075      | Extertal | Bremker Bachtal             | 067,6061     | 2           |
| LIP-076      | Extertal | Almetal                     | 092,4911     | 2           |
| LIP-077      | Extertal | Jürgensberg                 | 012,1705     | 1           |
| LIP-078      | Extertal | Siekbachtal                 | 097,3564     | 2           |
| LIP-079      | Extertal | Schwarzer Bach / Sellenbach | 192,9853     | 1           |
| LIP-080      | Extertal | Wettsteinsiek               | 044,6527     | 1           |
| LIP-081      | Extertal | Heimbachtal                 | 102,2194     | 3           |

Innerhalb des Naturschutzgebietes „Tal der Exter“ befinden sich nordöstlich des Ortes Almena in einem Nebensiek der Exter mehrere Findlinge. Der größte und bekannteste von ihnen ist der sogenannte Evastein, ein 4 m langer, bis 2 m breiter und bis 1,6 m hoher Granitblock.
Als Naturdenkmale sind nach dem aktuellen Landschaftsplan mehrere Einzelbäume und Baumgruppen, vier Steinbrüche, ein Geotopkomplex, eine Mergelkuhle und ein kleiner Moorbereich ausgewiesen.
Ein beliebter Rundwanderweg, der 6 km lange Patensteig, führt vorbei an drei kleinen Wasserfällen.

### Sport
In der Gemeinde gibt es mehr als 20 Sportvereine sowie zwei Freibäder und ein Hallenbad. Ein Schwerpunkt ist der naturnahe Sport, im Winter mit Langlauf und einem Skilift sowie im Sommer durch Reit- und Fahrvereine.

### Regelmäßige Veranstaltungen
In den Dörfern der Gemeinde Extertal finden Anfang Juni die Gemeindefeste aller Kirchengemeinden statt. Im Ortsteil Almena wird jedes Jahr der Herbstmarkt gefeiert.
In Bösingfeld gibt es im Jahresverlauf mehrere regelmäßige Festveranstaltungen:
- Maibaumfest am 30. April
- Schützenfest alle zwei Jahre am ersten Wochenende der Sommerferien (freitags bis montags)
- Brunnenfest mit Gewerbeschau am 3. Oktober[56]
- Weihnachtsmarkt am ersten Adventswochenende (freitags bis sonntags)

### Kulinarische Spezialitäten
Eine Molkerei in Extertal-Fütig (Ortsteil Nalhof) produzierte bis zur Schließung im Jahr 2000 den Fütiger Käse.

## Wirtschaft und Infrastruktur

### Verkehr
Extertal ist mit Regionalbussen von Rinteln, Lemgo und Barntrup erreichbar. An Sonn- und Feiertagen werden Anrufbusse und nach Rinteln Sammeltaxen eingesetzt. Extertal liegt im Tarifverbund Westfalentarif (Netz „TeutoOWL“).
Die nächstgelegene Bahnhöfe sind heute Rinteln an der Weserbahn (Hameln–Löhne), Lemgo an der Begatalbahn (Lemgo–Bielefeld) und Bad Pyrmont an der S-Bahnlinie Paderborn–Flughafen Hannover. Des Weiteren befindet sich die unter Denkmalschutz stehende Extertalbahn im Bereich der Gemeinde Extertal. Der Personenverkehr wurde hier 1969 aufgegeben, es findet heute nur noch Museumsverkehr statt.
Die Autobahn A 2 ist in etwa zehn Kilometer über die Anschlussstelle Bad Eilsen in Rinteln zu erreichen. Im etwa sieben Kilometer entfernten Barntrup erreicht man die B 66 nach Bielefeld und die B 1 nach Hameln. Von Rinteln nach Barntrup führt die Extertalstraße direkt durch den Ortsteil Bösingfeld und entlang der Exter.
Nächste internationale Flughäfen sind die von Hannover und Paderborn/Lippstadt.

### Ansässige Unternehmen
Die Gemeinde liegt in Nordlippe, einer Region die lange von der Landwirtschaft gelebt hat. Der Strukturwandel ist in den 1950er Jahren durch den Ostwestfalenplan gefördert worden, was heute in der Förderregion Nordlippe im EU LEADER Programm fortgeführt wird.
In der Gemeinde finden sich Unternehmen der Branche Metallbau, Antriebstechnik, Steuerungselektronik, Kunststoff- und Holzverarbeitung, sowie die Brandt Kühlfahrzeugbau, ein Kühlfahrzeugbauer. Wirtschaftlich bedeutend ist auch der Tourismus. Bekanntestes Tourismusunternehmen ist die Ferienanlage Tourismuspark Extertal.
In Extertal-Laßbruch befindet sich das private Fachakutkrankenhaus Oberberg-Klinik Weserbergland für Psychiatrie, Psychosomatik und Psychotherapie, die sich insbesondere auf die stationäre Akut- und Krisenversorgung und weiterführende wissenschaftlich-fundierte fachtherapeutische Behandlung von Suchterkrankungen, depressiven Störungen und Ängsten, schwerpunktmäßig bei beruflich stark angespannten Patientengruppen (Ärzten, Selbständigen, Führungskräften, Lehrern) spezialisiert hat, weshalb auch die Behandlung des Burnout-Syndroms einen weiteren Schwerpunkt der Klinik darstellt.
Bösingfeld ist Sitz der vbe Verkehrsbetriebe Extertal-Extertalbahn GmbH, die aus den Betriebsteilen vbe, Karl Köhne Omnibusbetriebe GmbH und vbe Spedition GmbH besteht.

### Medien
Die mit der Neuen Westfälischen publizistisch verbundene Lippische Landes-Zeitung gibt für Nordlippe (Kalletal, Dörentrup und Extertal) einen täglichen Lokalteil heraus. Etwa wöchentlich erscheint das Anzeigenblatt Nordlippischer Anzeiger mit redaktionellem Teil für die Region Nordlippe (Dörentrup, Kalletal, Extertal). Das Lokalradio für Extertal und die anderen lippischen Gemeinden ist Radio Lippe.

### Öffentliche Einrichtungen
Das Rathaus der Gemeinde befindet sich im Ortsteil Bösingfeld. In Bösingfeld und Laßbruch unterhält die Gemeinde je ein Freibad, dazu in Bösingfeld ein Hallenbad als Lehrschwimmbecken. Der Betrieb aller drei Bäder wird maßgeblich durch das Engagement der jeweiligen Fördervereine aufrechterhalten. Neben einem Archiv mit großem Fotobestand gibt es in der Gemeinde Extertal drei kleine öffentliche Büchereien in den Ortsteilen Bösingfeld (5000 Bücher), Almena (2000 Bücher) und Silixen (3000 Bücher).
Mit der kommunalen Neugliederung von Extertal entstand am 1. Januar 1969 die Freiwillige Feuerwehr Extertal aus den ehemals selbständigen Feuerwehren Bösingfeld, Linderhofe, Lassbruch, Almena, Silixen und Bremke. Sie gliedert sich in einen Löschzug und fünf Löschgruppen. Jede der Gruppen verfügt über ein Löschgruppenfahrzeug. In Silixen stehen zusätzlich ein Einsatzleitwagen ELW1 und ein Mannschaftstransportfahrzeug sowie in Almena und Lassbruch ein Mannschaftstransportfahrzeug. Im Löschzug Bösingfeld sind neben einem Löschgruppenfahrzeug eine Drehleiter, ein Hilfeleistungslöschgruppenfahrzeug, ein Tanklöschfahrzeug, ein Einsatzleitwagen, ein Mannschaftstransportfahrzeug und ein Gerätewagen stationiert. Der Feuerwehrnachwuchs wird in den drei Jugendfeuerwehren Bösingfeld/Linderhofe, Lassbruch/Almena und Silixen/Bremke gefördert.

### Bildung
Die Gemeinde verfügt über zwei Grundschulen, eine Haupt-, eine Real- und eine Förderschule. Im Jahre 2007 wurden an den Extertaler Schulen (ohne Volkshochschule) mit 100 Lehrkräften insgesamt 1552 Schüler unterrichtet, davon 36,3 % an den Grundschulen, 20,6 % an der Haupt- und 35,3 % an der Realschule sowie 7,8 % an der Förderschule.
Die für die Gemeinde zuständige Volkshochschule Lippe-Ost wurde 1977 gemeinsam mit den benachbarten Städten Barntrup, Blomberg, Lügde und Schieder-Schwalenberg gegründet. Ihr Hauptsitz befindet sich in Schieder-Schwalenberg, eine Dependance existiert in Blomberg.
Im Bereich der frühkindlichen Bildung gibt es in Extertal sechs Kindergärten. Träger sind das CJD, das DRK, die AWO sowie die politische und die kirchliche Gemeinden. Alle Einrichtungen bieten eine Betreuung der drei- bis sechsjährigen Kinder. Der DRK-Kindergarten betreut Kinder bereits ab einem Alter von vier Monaten, der Gemeindekindergarten ab einem Jahr.

## Persönlichkeiten

### Söhne und Töchter der Gemeinde
- Vor 1389 ist Simon von Sternberg in Extertal geboren. Er war Fürstbischof von Paderborn und Graf von Sternberg. Sein Geburtsort ist vermutlich bei der heutigen Burg Sternberg, eventuell aber auch auf Alt-Sternberg, Dörentrup.
- Simon Albert, geboren am 18. Oktober 1889 in Bistrup war ein Ziegler und Heimatschriftsteller. 1986 ist er in Extertal gestorben.[59]
- 1896 wurde Friedrich Winter geboren. Er war Politiker der SPD, Bürgermeister des Ortsteils Silixen, Landrat im Kreis Lippe und Mitglied der Landtage von Lippe und Nordrhein-Westfalen.
- 1927 ist Karl-Heinz Hansen geboren, ebenfalls ein Politiker und ehemaliges Mitglied des Deutschen Bundestags (SPD).
- Das ehemalige Mitglied des Deutschen Bundestags und Parteipolitiker der SPD Karl Hermann Haack ist 1940 in Extertal geboren.
- Die Politiker Kerstin Vieregge (CDU) und Christian Sauter (FDP), beide Mitglieder des 20. Deutschen Bundestages, sind im Extertal aufgewachsen und heute noch wohnhaft.

### Weitere Persönlichkeiten mit Verbindung zu Extertal

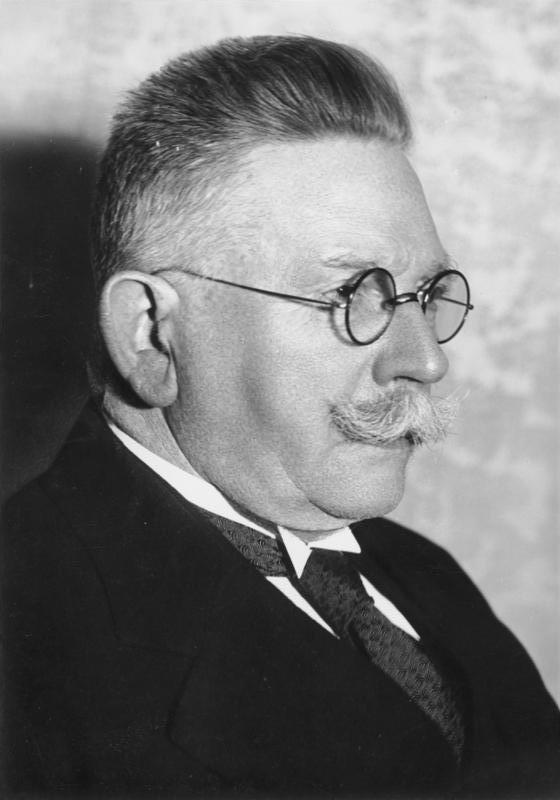
Der Politiker und Unternehmer Alfred Hugenberg starb in Extertal-Kükenbruch.

Folgende weitere Persönlichkeiten wurden zwar nicht in der Gemeinde Extertal geboren, sind aber durch Leben und Wirken eng mit der Gemeinde beziehungsweise mit ihren Ortsteilen verbunden.
- Vor 1243 ist Heinrich I. von Schwalenberg zu nennen, erster Graf zu Sternberg und Erbauer der gleichnamigen Burg.
- Um 1340 war Simon III., Landesheer von Lippe, erster lippischer Besitzer der Burg und der Grafschaft Sternberg.
- Hermann Wulff, Baumeister, baute an der Burg Sternberg.
- Gottfried Heinrich zu Pappenheim, General, residierte den Winter 1631/1632 auf der Burg Sternberg.
- Simon Heinrich Adolf, Landesherr der Grafschaft Lippe, verpfändete die Burg Sternberg aus Geldnot an Hannover.
- Der 1808 geborene Ferdinand Ludwig August Merckel, Baumeister, erbaute die Kirche in Almena.
- Bernard Montgomery, britischer Feldmarschall, residierte nach dem Zweiten Weltkrieg auf Gut Rickbruch.
- Peter Harlan, als Offizier Burgkommandant auf Burg Sternberg, wurde dort nach 1945 Instrumentenbauer.
- 1951 starb in Extertal-Kükenbruch der Montan- und Medienunternehmer Alfred Hugenberg, der 1865 in Hannover geboren wurde. Er gehörte ab 1933 als Wirtschaftsminister dem ersten Kabinett Hitler an, galt als Führer der Deutschnationalen, Gegner der Weimarer Demokratie und war bürgerlicher Wegbereiter des Nationalsozialismus.
- Erich Valentin, Musikwissenschaftler, war als Musiklehrer auf der Burg Sternberg tätig.
- Neben den Grafen von Sternberg, später den lippischen Landesherren, waren zeitweilig auch Angehörige des Adelsgeschlechts Everstein Pächter und damit Herren der Burg Sternberg.
- Die Hörfunk- und Fernsehmoderatorin Pinar Atalay  wuchs in Extertal auf.
- Der Rapper Casper (Benjamin Griffey) wuchs ab seinem elften Lebensjahr im Extertal auf.